# Cecilie Breil Kramer
Cecilie Breil Kramer (* 25. März 1987; als Cecilie Breil Sørensen) ist eine ehemalige dänische Fußballspielerin, die als Torhüterin agierte.

## Karriere

### Vereine
Kramer begann für den in Skovlunde in der Kommune Ballerup ansässigen Ballerup-Skovlunde Fodbold mit dem Fußballspielen und rückte im weiteren Verlauf in deren erste Mannschaft auf, für die sie bis zum Ende der Spielzeit 2009 in der seinerzeit unter dem Namen 3F Ligaen höchsten Spielklasse in Punktspielen eingesetzt wurde.
Vom 1. Januar 2010 bis zum 30. Juni 2014 gehörte sie der Fodboldalliancen aus den ehemaligen und selbständigen Vereinen B.93 København, Hellerup Idræts Klub und Boldklubben Skjold  (B93/HIK/Skjold) an. In den anschließenden drei Spielzeiten war sie jeweils eine für Brøndby IF,  in Schweden für den Vittsjö GIK und Fortuna Hjørring aktiv. Nach einer Zeit von eineinhalb Jahren (die nicht dokumentiert sind) nahm sie ihre Tätigkeit als Torhüterin in Vanløse beim dortigen FC Damsø in der Saison 2018/19 (wieder) auf. Beim Sundby BK ließ sie ihre Spielerkarriere in der Saison 2019/20 ausklingen.

### Nationalmannschaft
Kramer debütierte als Nationalspielerin für die DBU in der U17-Nationalmannschaft am 30. Juli 2003 in Paris beim 3:0-Sieg über die U17-Nationalmannschaft Irlands im Rahmen der olympischen Jugendspiele. Am 14. und 16. Mai 2004 bestritt sie in einem Internordischen Turnier zwei Länderspiele gegen die U17-Nationalmannschaften Norwegens und Schwedens, die mit 1:3 und 1:1 endeten. Vier weitere folgten im altersbezogenen Turnier um den Nordic-Cup (5:0 und 4:0 vs. Niederlande und Finnland am 28. und 30. Juni, 0:2 und 1:3 vs. Frankreich und Deutschland am 2. und 4. Juli 2004).
Für die U19-Nationalmannschaft war ihr Mitwirken vom 17. März 2004 bis zum 19. Juli 2006 in 19 Länderspielen gefragt. Ihr Debüt in La Manga del Mar Menor im Rahmen eines internationalen Turniers glückte mit dem 5:2-Sieg über die U19-Nationalmannschaft Schwedens auch wenn sie erst in der 79. Minute für Mette Høst Pedersen eingewechselt wurde. Zwei weitere am selben Ort bestritt sie am 13. und 17. März 2006 (1:0 vs. Deutschland, 3:1 vs. Frankreich). Des Weiteren kam sie in drei in Freundschaft ausgetragenen Länderspielen sowie in neun EM-Qualifikationsspielen (jeweils drei in den Jahren 2004, 2005 und 2006), wobei in letzterem die Qualifikation für die Teilnahme an der Endrunde gelang.
In der in der Schweiz ausgetragenen Europameisterschaft 2006 wurde sie in allen drei Spielen der Gruppe A eingesetzt und verpasste als Gruppenzweiter hinter der Mannschaft aus Deutschland den Einzug ins Halbfinale.
Am 13. Dezember 2012 bestritt sie ihr erstes von elf Länderspielen für die A-Nationalmannschaft, das in einem internationalen Turnier in São Paulo gegen die Nationalmannschaft Portugals torlos endete. Im Spieljahr 2013 wurde sie einzig im Spiel um Platz 7 beim 3:0-Sieg über die Nationalmannschaft Mexikos in Lagos im Turnier um den Algarve-Cup berücksichtigt, wie auch in ihrem einzigen WM-Qualifikationsspiel am 24. November in Valletta beim 5:0-Sieg über die Nationalmannschaft Maltas. 2014 und 2016 kam sie an der Algarve noch einmal in vier und zwei Turnierspielen zum Einsatz, nachdem sie zwischendurch in zwei Freundschaftsspielen (3:3 vs. Schweden am 8. April in Stockholm, 2:0 vs. Rumänien am 17. September in Mogoșoaia) gebraucht wurde. In ihrem vorletzten Länderspiel am 4. März – dem zweiten Spiel der Gruppe A um den Algarve-Cup – bei der 1:4-Niederlage gegen die Nationalmannschaft Islands, unterlief ihr ein Eigentor.

## Erfolge
Fortuna Hjørring
- Dänischer Meister 2016

Brøndby IF
- Dänischer Pokal-Sieger 2014

BK Skjold
- Meister 1. Division 2012 und Aufstieg in die Elite-Division
- Dänischer Pokal-Finalist 2012